# Айк Акопян
Айко (справжнє ім'я Айк Акопян, вірм. Հայկ ՀակոբյանՀայկ Հակոբյան; 25 серпня 1973, Єреван — 29 вересня 2021, там само) — вірменський співак, який представляв Вірменію на Євробаченні 2007 з піснею Anytime you need, яка була написана самим Айко на слова Карена Кавалеряна.

## Біографія
Айк Акопян закінчив музичну школу імені Тиграна Чухаджяна, а потім вступив до музичного коледжу. Також навчався в Єреванській державної консерваторії. 1996 року Айк Акопян посів перше місце на музичному фестивалі «Москва— 96». У 1997 став переможцем нью-йоркського фестивалю «Велике яблуко» (Big Apple). У 1998 році — кращим автором-виконавцем конкурсу «Айо» (Ayo) у Вірменії. Тричі удостоювався звання кращого співака у Вірменії (1998, 1999, 2003).
У лютому 2007 року в прямому ефірі Громадського телебачення Вірменії показали концерт — національний відбір на Євробачення, за підсумками якого авторитетне журі обрало Айко представником Вірменії на «Євробаченні» в Фінляндії. Айко зайняв у фіналі 8-е місце, набравши 138 балів. Найвищу оцінку (12 балів) Вірменія отримала від Туреччини і Грузії, по 10 балів — від Франції, Бельгії, Чехії, Нідерландів, Росії й Польщі, на 8 балів — від Іспанії, Кіпру та Болгарії, 6 балів — від Греції, по 5 балів — від Білорусі, Австрії, Ізраїлю, України, 2 бали — від Молдови.
У 2013—2014 роках Айко став тренером однієї з команд у музичному шоу «Голос Вірменії».
Айко пише саундтреки. Серед його робіт музика до фільму «Землетрус» (2016 р.).

## Дискографія
- 2000 — Romance
- 2004 — «Norits» (рос. "снова")
- 2004 — Live Concert (DVD)
- 2007 — «Одним словом» (вірм. Մի  խոսքովՄի խոսքով)
- 2008 — Live Concert (DVD & CD) Siraharvel em 2014 CD

## Хіти
- Mi xosqov одним словом
- Kam-Kam або-або
- Yet nayir achqert pak (Обернись і поглянь)
- Xosqer chkan (Немає слів)